# Тротушану
Тротушану (рум. Trotușanu) — село у повіті Вранча в Румунії. Входить до складу комуни Мовіліца.
Село розташоване на відстані 188 км на північний схід від Бухареста, 32 км на північ від Фокшан, 136 км на південь від Ясс, 95 км на північний захід від Галаца, 120 км на схід від Брашова.

## Населення
За даними перепису населення 2002 року у селі проживали 495 осіб, усі — румуни. Усі жителі села рідною мовою назвали румунську.